# 보스포러스 독일인
보스포러스 독일인(독일어: Bosporus-Deutsche)은 이스탄불에 거주하는 독일인이다. 보스포러스 독일인은 3세대가 이스탄불 주변에 듬성듬성 거주한다.
보스포러스 독일인 제1세대는 카이저 빌헬름(Kaiser Wilhelm, 1859년 - 1929년)이 정치적인 망명으로 보스포러스에 온 것이 시초이다. 대부분의 이주자가 기술자, 시계 제조업자, 군인이나 근로자였다. 오스만 군대의 임시 대장인 리만 폰 잔더스(Liman von Sanders, 1855년 - 1929년)는 보스포러스 독일인 사이에서 유명하다. 대부분 일부 별장인 Krupp과 후버 별장(Huber Villa)은 오스만 제국말기에 독일의 영향으로 지금까지 남아있다.
보스포러스 독일인은 이스탄불에 거주한 대부분의 독일인들과 같이 청년 투르크당과 사회민주당과 관계를 유지하기를 원했다. 그들중에는 에른스트 얘크(Ernst Jäckh, 1875년 - 1959년), 식료품 상인이자 청년 투르크당운동을 전재한 알렉산더 파르부스 (Alexander Parvus, 1867년 - 1924년) (1910년 - 1914년까지 이 도시에 거주), 프리드리히 슈라더 (Friedrich Schrader, 1865년 - 1922년) (1891년 - 1918년까지 "이슈티라키"(Ischtiraki)운동을 전개)가 포함되었다.
제2세대는 독일 제국에서 도망친 사람들이다. 전 베를린 시장인 에른스트 로이터 (Ernst Reuter, 1889-1953), 바이츠재커(Weizsäcker)가족과 다임러흐리슬러의 대표 디터 체체 (Dieter Zetsche, 1953- )가 가장 알려져 있다. 오스트리아의 건축가 클레멘스 홀츠마이스터 (Clemens Holzmeister, 1886년 - 1983년)는 사실 이곳으로 망명했다. 보스포러스 독일인 사이에서도 대부분 가난한 가족들이 거주했고 아나톨리아의 절망과 빈곤이 있었다. 이들은 자신을 "하이마틀로츠"(Haymatloz, 독일어로는 조국없는 미아라고 함)라고 불렀다.
지금은 다양한 "제3세대"가 이곳에 거주한다. 다른 생산과 터키 방식에서 일하고, 터키 서해안에서 간단히 즐기거나 터키인과 결혼한다. 보스포러스 독일인 3세대 가운데 가장 유명한 축구 감독의 하나는 크리스토프 다움 (Christoph Daum, 1953- )이었다. 도이체 슐레 이스탄불(Deutsche Schule Istanbul)과 장크트 게오르크-콜레크(Sankt Georg Avusturya Lisesi)는 비공식적으로는 이 도시에서 독일어를 가르치는 학교이다.
유럽의 외국인들은 이스탄불에 살면서 일반적으로는 레반트인이라고 부른다(기원적으로는 베네트인 무역 기간에서 유래됨). 이곳의 스파라드 유대인과 그리스인의 일부가 경제적인 차별과 터키의 정치적인 상황으로 점점 감소한다. 소수의 폴란드인가족이 아담폴이나 폴로네즈쾨이(Polonezköy), 보스포러스의 아시아 지역의 마을에서 조직적으로 생활한다.